# Борисов (Ростовская область)
Бори́сов — хутор в Милютинском районе Ростовской области.
Входит в состав Николо-Березовского сельского поселения.

## Население
| 2010 |
| ---- |
| 172  |

## Улицы
| - ул. Борисова, - ул. Бригадная, - ул. Гагарина, - ул. Грекова, | - ул. Зеленая, - ул. Набережная, - ул. Тверская, - пер. Торговый. |